# Sharon Choi
Sharon Choi (nacida Choi Sung-jae; 1994 o 1995) es una intérprete y directora de cine coreanoestadounidense. Recibió un amplio reconocimiento y elogios como intérprete de coreano a inglés de Bong Joon-ho durante la temporada de premios cinematográficos 2019-2020.

## Temprana edad y educación
Choi nació en 1994 o 1995 en Seúl, Corea del Sur. Se mudó a los Estados Unidos a una edad temprana y regresó a Corea del Sur cuando tenía diez años. Choi asistió a la Academia Hankuk de Estudios Extranjeros en Yongin y a la Escuela de Artes Cinematográficas de la Universidad del Sur de California.

## Carrera profesional
Durante la gira de prensa de la película Burning de 2018, Choi interpretó al director Lee Chang-dong. Conoció a Bong Joon-ho en abril de 2019 cuando le pidieron que interpretara para una de sus entrevistas telefónicas con él, y lo acompañó en el Festival Internacional de Cine de Cannes de 2019, donde su película Parásitos ganó la Palma de Oro. Choi continuó como intérprete de Bong a lo largo de la temporada de premios cinematográficos 2019-2020, incluso en los Premios Globo de Oro de 2019, los Premios del Writers Guild of America de 2019 y los 92.ª edición de los Premios Óscar. En mayo de 2021, interpretó para Bong cuando presentó el premio al Mejor Director en los 93.ª edición de los Premios Óscar.
El éxito de Parásitos resultó en una amplia visibilidad para Choi, y recibió elogios de figuras de la industria y del público por sus matizadas interpretaciones de los discursos y entrevistas de Bong. Zack Sharf de IndieWire describió a Choi como «la MVP indiscutible de la temporada de los Óscar», y The Korea Herald le atribuyó el mérito de generar entusiasmo por Parásitos entre el público estadounidense en el período previo a los Premios Óscar. Algunas personas en Corea del Sur practicaron inglés viendo videos de las interpretaciones de Choi. Ella ganó una base de fans en Internet y fue elogiada con frecuencia en Twitter y en las secciones de comentarios de las entrevistas de Bong. En julio de 2020, recibió el premio YoungSan Diplomat del Foro de Asuntos Internacionales de Seúl, una organización sin fines de lucro, por «su papel en la mejora de la imagen nacional de Corea del Sur».
Además de su trabajo como intérprete, Choi es directora y productora de cine. Dirigió Self Portrait, un cortometraje que se proyectó en el CAAMFest en 2019. Coprodujo el cortometraje de 2020 Mother of Three, dirigido por Han Jun-hee. En febrero de 2020, TheWrap informó que Choi estaba trabajando en un guion sobre la temporada de premios de cine. Más tarde refutó los informes en un ensayo de Variety y, en cambio, anunció que estaba escribiendo un guion para una película ambientada en Corea. El propio Bong ha expresado públicamente interés en los guiones de Choi.